# Kevin Friend

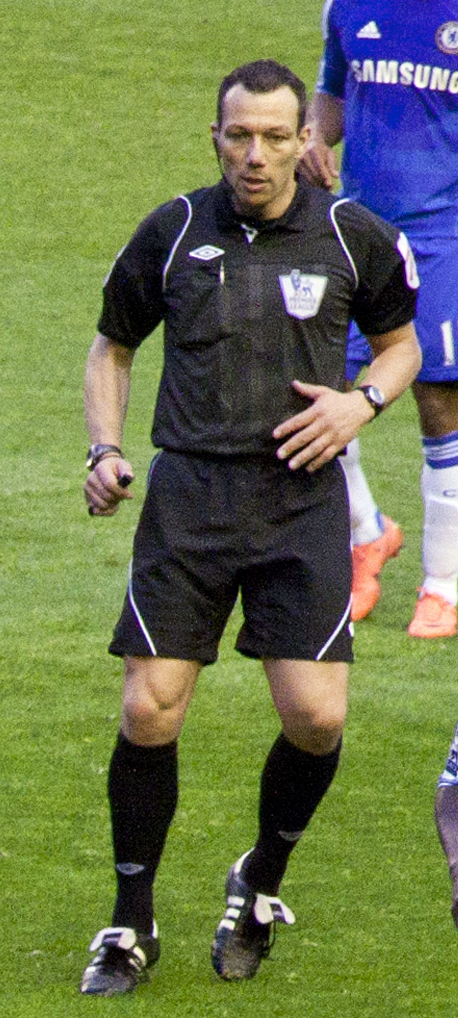
Kevin Friend (2012)

Kevin Friend (* 8. Juli 1971 in Bristol) ist ein ehemaliger englischer Fußballschiedsrichter.
Seit der Saison 2003/04 leitete Friend Spiele in der EFL League One und der EFL Championship, ab der Saison 2004/05 auch im EFL Cup. Er war seit seinem Debüt im September 2009 Schiedsrichter in der Premier League und leitete in dieser bis zu seinem Karriereende nach der Saison 2021/22 insgesamt 275 Spiele. Friend stand zuletzt nicht auf der Liste der FIFA-Schiedsrichter.
Friend leitete mehrere Finalspiele im englischen Vereinsfußball. Am 24. Februar 2013 pfiff Friend das Finale des League Cup 2012/13 zwischen Bradford City und Swansea City (0:5). Am 18. Mai 2019 leitete er das Finale des FA Cup 2018/19 zwischen Manchester City und dem FC Watford (6:0).
Friend lebt in Leicester.